# Hishikawa Moronobu

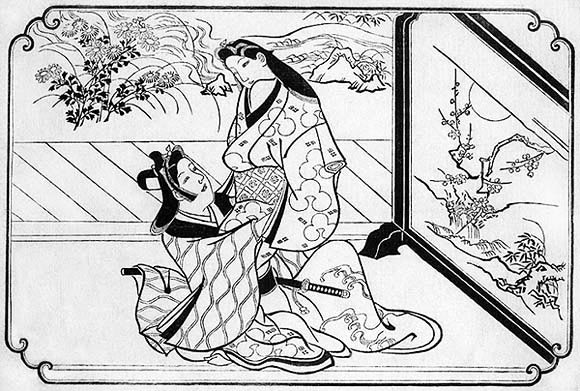
Panel de un total de doce, que muestra una obra del estilo shunga (erótico), hecho por Moronobu.

Hishikawa Moronobu (菱川師宣?  Provincia de Awa, 1618 – Edo, 25 de julio de 1694) fue un pintor, impresor y xilografista japonés, conocido por el desarrollo del estilo ukiyo-e.

## Biografía
Fue hijo de un conocido tintorero y fabricante de adornos de plata, en la villa de Hodamura, en la provincia de Awa, cercano a la bahía de Edo. Cuando aprendió las técnicas de su padre, se mudó a Edo y aprendió el estilo de pintura de las escuelas Tosa y Kanō. En este momento comenzó a aplicar el estilo decorativo de las pinturas en la madera y la impresión de hojas decorativas, en vez de libros; esta técnica sería conocida como ukiyo-e y que aprendería conjuntamente con su maestro, Kanbun.
Sus primeros trabajos oficiales fueron unas ilustraciones de 1672. Durante la década de 1670, Moronobu se convirtió en el ilustrador de ukiyo-e más conocido del país, ya que desarrolló más de 100 ilustraciones (aunque hay otras más que se disputan si fueron hechas por él). Alrededor de una cuarta parte de sus ilustraciones son de naturaleza erótica, llamado shunga; obras de carácter tanto heterosexual como pederástica.
A pesar de que Moronobu desarrolló el ukiyo-e, no fue el fundador del estilo, más bien asimiló las técnicas de ilustración de artistas anteriores y le aplicó un punto de vista diferente con nuevos elementos, mostrando la vida cotidiana del japonés.